# Kill Buljo 2
Kill Buljo 2 är en norsk komedifilm från 2013 som är uppföljare av filmen Kill Buljo. Filmen utspelar sig i Norge och även Thailand.